# Léopold Ier (margrave d'Autriche)
Pour les articles homonymes, voir Léopold Ier.
Léopold Ier dit « l'Illustre » (en allemand : der Erlauchte, également appelé Liutpold), né vers 940 et mort le 10 juillet 994 à Wurtzbourg, fut le premier margrave d'Autriche de la maison de Babenberg, nommé par l'empereur Otton II en 976.

## Biographie
Léopold était un comte en Bavière, peut-être un fils cadet d'Arnulf « le Mauvais » († 937), duc de Bavière depuis 907, et de son épouse Judith de Frioul, issue de la dynastie des Unrochides. La famille de Babenberg tirait son nom du château de Bamberg (Babenburg) en Franconie. Selon la conception traditionnelle du chroniqueur Otton de Freising, un descendant de Léopold, la dynastie serait issue de la dynastie des Popponides et apparentée au marquis Henri de Neustrie qui mourut au siège de Paris en 886 ; toutefois, une parenté en ligne directe n'est pas démontrée.
Sous le règne des Ottoniens, les proches du duc Arnulf avaient perdu le fief bavarois ; néanmoins, le jeune comte Léopold était un serviteur fidèle de l'empereur Otton Ier. Peu après son couronnement, un certain Liupo est mentionné pour la première fois dans un acte du 13 février 962, alors qu'il était le témoin à l'occasion de l'attribution de privilèges à l'Église. Léopold apparaît comme un comte dans les Gaue bavarois sur le Danube et la Traun, ainsi que dans le Sundergau, en particulier à Tegernsee (979) et à Straubing (983).
À la suite de sa victoire sur les Magyars à la bataille de Lechfeld en 955, le roi Otton avait décidé d'arrêter le cycle des invasions, constitue autour de la Francie orientale (« Germanie ») un glacis de chrétienté latine face à Byzance et au monde slave. Les marches bavaroises à l'est du confluent du Danube et de l'Enns (marcha orientalis) ont été également réorganisées ; un nouveau margrave Bouchard est mentionné vers l'an 972. Peu après, Bouchard participe possiblement au soulèvement du duc Henri II de Bavière contre son cousin l´empereur Otton II, à la suite de quoi ils perdent tous les deux leurs titres. En 976, Otton II a séparé le nouveau duché de Carinthie au sud-est de la Bavière et plaça le margraviat d'Autriche (Ostarrîchi) sous l'administration du comte Léopold de Babenberg. Il est cité comme marchio Liutpalus dans un document du 21 juillet 976, cette date est considérée comme la naissance de l'Autriche moderne.
La résidence du margrave était probablement à Pöchlarn au bord du Danube et peut-être déjà en aval à Melk. À cette époque, la marche s'étendait des deux côtés du Danube de l'embouchure de l'Erla, à quelques kilomètres à l'est de l'Enns, jusqu’au pied du Wienerwald (Bois de Vienne). Au sud, le domaine atteignait les montagnes des Préalpes orientales ; au nord, il comprenait seulement les collines du Wagram et les basses vallées de la Krems et de la Kamp. Vers l'an 991, le domaine est agrandi jusqu'à la rivière Fischa dans le bassin de Vienne et les limites de la grande-principauté de Hongrie à l'est. Durant son règne, des synodes de l'évêché de Passau furent organisés à Lorch et à Mautern.
Leopold est mort à Wurtzbourg où il était l'hôte de l'évêque Bernward. Selon les sources, il assistait aux services célébrant la fête de saint Kilian alors qu'il fut touché par une flèche lors d'une tentative d'assassinat de son cousin le comte Henri de Schweinfurt. Deux jours plus tard, il succombe à ses blessures.

## Mariage et descendance

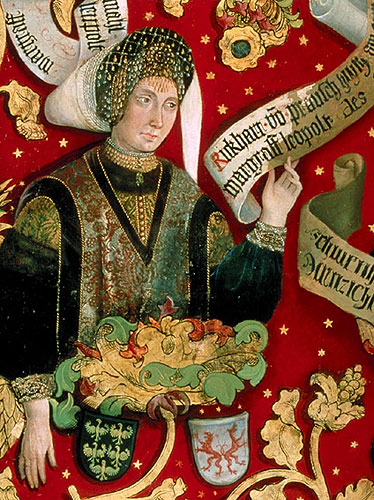
La margravine Richwarda dans l'arbre généalogique des Babenberg.

Léopold s'est marié avec Richwarda († 994, également nommée Richarda et Richeza), probablement la sœur ou la demi-sœur du comte Marchward Ier d'Eppenstein et la fille d'Ernest IV, comte bavarois dans le Sualafeldgau. Ils eurent huit enfants :
- Henri Ier, né vers 965, mort le 23 juin 1018, successeur en tant que margrave d'Autriche ;
- Judith ;
- Ernest, né vers 970/984, mort le 31 mai 1015, duc de Souabe (1012-1015), époux de Gisèle, la fille du duc Hermann II de Souabe ;
- Poppon, né vers 986, mort le 16 juin 1047, archevêque de Trèves (1016-1047) ;
- Adalbert, né vers 985, mort le 26 mai 1055, margrave d'Autriche (1018-1055) et successeur de Henri Ier ;
- Cunégonde ;
- Hemma, mariée au comte Rapoto de Dießen ;
- Christine, nonne dans un cloître à Trèves ;
- Luitpold ?, archevêque de Mayence (1051-1059).

## Liens
- genealogie-mittelalter.de